# Miodrag Belodedici
Miodrag Belodedici (n. 20 mai 1964, Socol, România) este un fost fotbalist român, actualmente director al centrelor de juniori ale Federației Române de Fotbal. Mai este poreclit și "Belo". S-a remarcat ca fotbalist la Steaua București, între 1983 și 1989, și la Steaua Roșie Belgrad, între 1989-1992. A câștigat 2 Cupe ale Campionilor cu Steaua Roșie Belgrad și Steaua București.
În martie 2008 a fost decorat cu Ordinul „Meritul Sportiv” Clasa a II-a. În 2012 Belodedici a fost ambasadorul Finalei UEFA Europa League.

## Cariera la echipele de club
Miodrag Belodedici și-a început cariera de fotbalist la echipa Minerul Moldova Nouă, din liga județeană Caraș-Severin. Format de antrenorul Olimp Mateescu, Belodedici a fost transferat în anul 1982 la Luceafărul București. De aici, a fost recrutat la Steaua de către Ion Alexandrescu, președintele clubului la acea dată. Miodrag Belodedici a evoluat la Steaua până în 1988, cucerind cu acest club patru ediții consecutive ale Campionatului României, Cupa României în 1985, 1987 și 1988, și Cupa Campionilor Europeni, în 1986, după ce a evoluat ca fundaș toate cele 120 de minute ale finalei decise în urma penalty-urilor de departajare. În vara următoare, Belodedici a câștigat cu Steaua și Supercupa Europei, în 1987.
Idolul sau a fost celebrul Stefan Sameș, un jucator emblematic al clubului militar.
În 1988, Miodrag Belodedici a fugit în Iugoslavia, acest fapt atrăgându-i o condamnare de 10 ani de închisoare în absență pentru trădare din partea regimului comunist. În Iugoslavia, Belodedici a jucat la Steaua Roșie Belgrad. Odată cu căderea regimului comunist din țara sa natală, Belodedici a fost grațiat. În scurt timp, a devenit unul din oamenii de bază ai echipei iugoslave, iar în anul 1991 a câștigat din nou Cupa Campionilor Europeni, după o finală cu Olympique de Marseille. Și această finală de Cupa Campionilor a fost decisă tot la penalty-uri. La Steaua Roșie Belgrad a evoluat până în 1992. Din 1992 și până în 1994 Belodedici evoluează sub culorile clubului Valencia CF, evoluând în Primera División. În 1994, imediat după Campionatul Mondial din Statele Unite, Belodedici a plecat la Valladolid, club de la care a trecut la Villareal CF, după care a plecat în Mexic, pentru a evolua pentru Atlante. S-a întors în România în anul 1998, și până în 2001 a evoluat din nou la Steaua, echipa la care s-a consacrat. Belodedici a cucerit cu Steaua al cincilea titilu de campion al României, în 2001, și o Cupă a României în 1999. Și-a încheiat cariera de fotbalist la vârsta de 37 de ani.

## Cariera la echipa națională
Miodrag Belodedici a debutat în echipa națională în 1984, de-a lungul carierei sale adunând 53 de selecții. A jucat pentru naționala României la Campionatul Mondial din 1994, precum și la Campionatul European din 1996. În 2009, cu ocazia Centenarului Federației Române de Fotbal, a primit distincția „Diamant” pentru întreaga sa activitate alături de alți importanți fotbaliști români.

### Goluri la echipa națională
| # | Data               | Stadion                                   | Adversar    | Scor la momentul golului | Rezultat final | Competiția                |
| - | ------------------ | ----------------------------------------- | ----------- | ------------------------ | -------------- | ------------------------- |
| 1 | 4 martie 1987      | Stadionul Ankara 19 Mayıs, Ankara, Turcia | Turcia      | 1–0                      | 3–1            | Amical                    |
| 2 | 25 martie 1987     | Stadionul Ghencea, București, România     | Albania     | 4–1                      | 5–1            | Calificări UEFA Euro 1988 |
| 3 | 8 aprilie 1987     | Stadionul Municipal, Brașov, România      | Israel      | 2–1                      | 3–2            | Amical                    |
| 4 | 20 septembrie 1988 | Stadionul 1 Mai, Constanța, România       | Albania     | 1–0                      | 3–0            | Amical                    |
| 5 | 6 septembrie 1994  | Stadionul Ghencea, București, România     | Azerbaidjan | 1–0                      | 3–0            | Calificări Euro 1996      |

## Titluri
- Steaua București:
  - Cupa Campionilor Europeni: 1985-86
  - Supercupa Europei: 1987
  - Divizia A: 1984-85, 1985–86, 1986–87, 1987–88, 1988–89, 2000–01
  - Cupa României: 1984-85, 1986–87, 1998–99
  - Supercupa României: 2000-01

- Steaua Roșie Belgrad:
  - Cupa Campionilor Europeni: 1990-91
  - Cupa Intercontinentală: 1991
  - Prima Ligă Iugoslavă: 1989-90, 1990–91, 1991–92
  - Cupa Iugoslaviei: 1989-90